# Sphegina achaeta
Sphegina achaeta (лат.) — вид мух-журчалок из подсемейства Eristalinae.

## Распространение
Юго-Восточная Азия: Мьянма.

## Описание
Мухи средней величины (длина тела 6,1—7,2 мм; длина крыльев 5,5—6,3 мм). Основная окраска буровато-чёрная с жёлтыми отметинами. Форма тела стройная с булавовидным стебельчатым брюшком. Отличаются матовым скутеллюмом; первый тергит в заднебоковой части с поперечными рядами из пяти жёлтых длинных щетинок; тёмными передними и средними бёдрами и голенями ногами. Голова с сильно вогнутым лицом; щёки линейные; глаза и лицо голые, дихоптические у обоих полов (глаза разделённые лбом); антенны короткие (примерно как лицо) с округлым 3-м члеником; ариста голая или опушенная. Ноги нормальные стройные, кроме задних увеличенных бедер, с вентроапикальными шиповидными щетинками.

## Классификация
Вид был впервые описан в 2015 году диптерологами из Финляндии (Heikki Hippa, Zoological Museum, Турку), Голландии (Jeroen van Steenis, Naturalis Biodiversity Center, Лейден) и России (Валерий Мутин, Амурский государственный университет, Комсомольск-на-Амуре) по материалам, собранным в 1934 году шведским энтомологом Рене Малезом (1892—1978) в северо-восточной Бирме. Включён в состав подрода Asiosphegina Stackelberg, 1974, для которого характерна ланцетовидная форма первого стернума и широкий постметакоксальный киль. Вид сходен с таксонами S. fimbriata, S. pollinosa, S. tenuis, S. culex и S. pollex.